# Al-Qadr
Al-Qadr (Il Destino) è la novantasettesima Sura del Corano, una sura meccana composta da 5 versetti. Questa breve sura tratta principalmente della notte del destino, tradizionalmente quella nella quale il Corano fu rivelato per la prima volta.

## Contenuto
- L'Inizio della Rivelazione: La sura racconta della notte del destino, durante la quale il Corano fu rivelato per la prima volta dal cielo più basso al Profeta Muhammad.
- L’importanza della notte del destino: viene enfatizzata l'importanza e la grandezza della notte del destino, descrivendola come migliore di mille mesi.
- La Benedizione Divina: durante questa notte, la pace e la benedizione durano fino all'alba, portando beneficio e illuminazione a coloro che la vivono con devozione.

## Analisi
La Sura Al-Qadr è significativa perché celebra l'evento della notte del destino, durante la quale il Corano fu rivelato per la prima volta. Questa notte è considerata di grande importanza e benedizione, superando in valore molte altre notti per la sua ricompensa spirituale. La sura richiama i credenti a riflettere sulla grandezza della rivelazione divina e sull'opportunità di cercare la benedizione di Allah durante questa notte speciale. Inoltre, essa riafferma la misericordia divina e la guida per coloro che cercano la presenza di Allah con devozione e fede.